# Furukava Josio
Furukava Josio (Oszaka, 1934. július 5. –) japán válogatott labdarúgó.
A japán válogatott tagjaként részt vett az 1956. évi nyári olimpiai játékokon.

## Statisztika
| Japán válogatott | Japán válogatott | Japán válogatott |
| Időszak          | Mérk.            | gól              |
| ---------------- | ---------------- | ---------------- |
| 1956             | 3                | 0                |
| 1957             | 0                | 0                |
| 1958             | 3                | 0                |
| 1959             | 10               | 0                |
| 1960             | 0                | 0                |
| 1961             | 1                | 0                |
| 1962             | 2                | 0                |
| Összesen         | 19               | 0                |